# Mexikanische Badmintonmeisterschaft 2011
Die Mexikanische Badmintonmeisterschaft 2011 fand in Nuevo Vallarta statt. Es war die 62. Auflage der nationalen Titelkämpfe von Mexiko im Badminton.	

## Sieger und Finalisten
| Disziplin    | Gold                              | Silber                           |
| ------------ | --------------------------------- | -------------------------------- |
| Herreneinzel | Arturo Hernández                  | Gabriel Aguilar                  |
| Dameneinzel  | Victoria Montero                  | Cynthia González                 |
| Herrendoppel | Arturo Hernández Gabriel Aguilar  | keine Daten                      |
| Damendoppel  | Cynthia González Victoria Montero | keine Daten                      |
| Mixed        | Arturo Hernández Victoria Montero | Gabriel Aguilar Cynthia González |